# بوينت هوب (كيب)
نقطة الأمل (Iñupiaq: Tikiġaq) هي رأس في ولاية ألاسكا الأمريكية ، وتقع في الطرف الغربي لشبه جزيرة ليسبورن. تقع على ساحل بحر تشوكشي ، على بعد 40 ميلاً جنوب غرب كيب ليسبورن منحدر القطب الشمالي عند 68 ° 20′27 شمالاً 166 ° 50′00 ″ غربًا (68.347052 ، -166.762917). تقع مدينة بوينت هوب على الأرض.
كان اسم الإنويت لهذا الرأس هو Tikarakh أو Tikiġaq التي تهجئ بشكل شائع "Tiagara" ، والتي تعني "السبابة".
كان أول الأوروبيين المسجلين الذين شاهدوا هذا الرأس هم المستكشفان الروس ميخائيل فاسيليف وجليب شيشماريوف من البحرية الإمبراطورية الروسية على متن سفينتي أوتكريتي وبلاغوناميريني. أطلق فاسيلييف وشيشماريوف على الرأس ميس جولوفنينا ، على اسم نائب الأدميرال فاسيلي جولوفنين (1776-1831).
أعاد الكابتن فريدريك ويليام بيتشي من البحرية الملكية تسمية هذا الرأس فيما بعد وكتب في 2 أغسطس 1826: "أطلق عليه اسم بوينت هوب تقديرًا للسير ويليام جونستون هوب". وفقًا لرئيس الشمامسة ستوك ، فإن السير ويليام هوب ينحدر من "منزل معروف منذ فترة طويلة مرتبط بالبحر".